# Martinengo
Pour les articles homonymes, voir Martinengo (homonymie).
Martinengo est une commune italienne de la province de Bergame, dans la région Lombardie.
Le 13 décembre 2011, le président Giorgio Napolitano a signé le décret qui lui reconnaît le titre de « ville ».

## Histoire
Dans cette ville était établie la maison générale de la congrégation religieuse masculine de droit pontifical de la Sainte Famille de Bergame, approuvée en 1868 par Mgr Pietro Luigi Speranza (it), évêque de Bergame.

## Culture
Le musicien Piero Moioli, alias P'tit Jézu, a choisi le nom de Martinengo pour l'un de ses albums, en hommage à ses ancêtres, originaires de la commune.

## Administration
| Période                                  | Période | Identité | Étiquette | Qualité |
| ---------------------------------------- | ------- | -------- | --------- | ------- |
|                                          |         |          |           |         |
| Les données manquantes sont à compléter. |         |          |           |         |

### Hameaux
Cortenuova di Sopra

### Communes limitrophes
Cividate al Piano, Cologno al Serio, Cortenuova, Ghisalba, Morengo, Mornico al Serio, Palosco, Romano di Lombardia